# 1934
1934 (MCMXXXIV) byl rok, který dle gregoriánského kalendáře započal pondělím.

## Události

### Československo
- 3. ledna – Výbuch uhelného dolu Nelson III v severočeském Oseku u Duchcova, jemuž padlo za oběť 142 horníků.
- 14. února – prezident T.G. Masaryk jmenoval v Lánech 13. československou vládu, tzv. vládu široké koalice (2. vládu, kterou vedl dr. Jan Malypetr), která fungovala až do května 1935 (28. května 1935 podala demisi)
- 24. května – čtvrtá volba Tomáše Garrigua Masaryka prezidentem Republiky československé
- 9. června – Československo uznalo Sovětský svaz de iure.
- 13. července – vládním nařízením 137/34 byl zaveden obilní monopol. Veškerý obilní obchod byl nyní podřízen Československé obilní společnosti.
- 24. listopadu – Insigniáda: čeští pravicoví studenti demonstracemi přinutili německou část Univerzity Karlovy k předání historických insignií její české části; události vyhrotily vztahy mezi Čechy a Němci, pravicí a levicí.
- Kounovský učitel Antonín Patejdl objevil na náhorní plošině Rovina nad obcí známé Kounovské kamenné řady.

### Svět
- 15. ledna – Zemětřesení v Biháru
- 23. ledna – Francouzský archeolog André Parrot identifikoval sumerské město Mari ve východní Sýrii.
- 9. února – Sepsána Balkánská dohoda mezi státy Rumunskem, Jugoslávií, Řeckem, Tureckem.
- 30. června – V Německu proběhla tzv. noc dlouhých nožů, při které byli vyvražděni nepohodlní příslušníci nacistické strany.
- 25. července – V Rakousku je zavražděn kancléř Engelbert Dollfuss.

## Vědy a umění
- Založena Skupina surrealistů v ČSR.
- 5. října – Premiéra českého filmu Poslední muž, podle divadelní hry F. X. Svobody. V režii Martina Friče hraje hlavní roli Hugo Haas
- 26. října – Premiéra filmu Voskovce a Wericha Hej rup!. Režii filmu měl Martin Frič
- 7. listopadu – Premiéra Rachmaninovy Rapsodie na Paganiniho téma pro klavír a orchestr a-moll ve Filadelphii
- 9. listopadu – Premiéra české filmové komedie Matka Kráčmerka Vladimíra Slavínského s Antonií Nedošínskou v titulní roli
- 20. listopadu – "Children's Hour" (Dětská hodinka) Lillian Hellmanové má premiéru v New Yorku
- 23. listopadu – Premiéra české filmové komedie Miroslava Cikána U nás v Kocourkově podle satirické veselohry Karla Poláčka s Janem Werichem v hlavní roli.

## Nobelova cena
- Nobelova cena za fyziku – nebyla udělena
- Nobelova cena za fyziologii a lékařství – George Whipple, George Richards Minot a William Parry Murphy za objev léčby anémie pomocí játrových výtažků
- Nobelova cena za chemii – Harold Urey za objev těžkého vodíku – deuteria
- Nobelova cena za literaturu – Luigi Pirandello
- Nobelova cena za mír – Norman Angell a Arthur Henderson

## Oscar
- za nejlepší film: Harry Cohn za film Stalo se jedné noci v originále It happened one night
- za režii: Frank Capra za film Stalo se jedné noci v originále It happened one night
- za scénář: Robert Riskin za film Stalo se jedné noci v originále It happened one night
- za nejlepší herecký výkon v mužské roli: Clark Gable za film Stalo se jedné noci v originále It happened one night'
- za nejlepší herecký výkon v ženské roli: Claudette Colbert za film Stalo se jedné noci v originále It happened one night

## Narození

### Česko

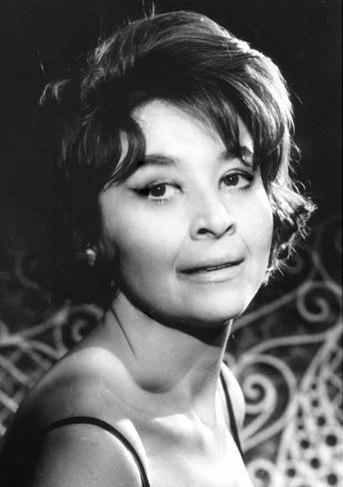
Karolina Slunéčková (* 8. dubna)

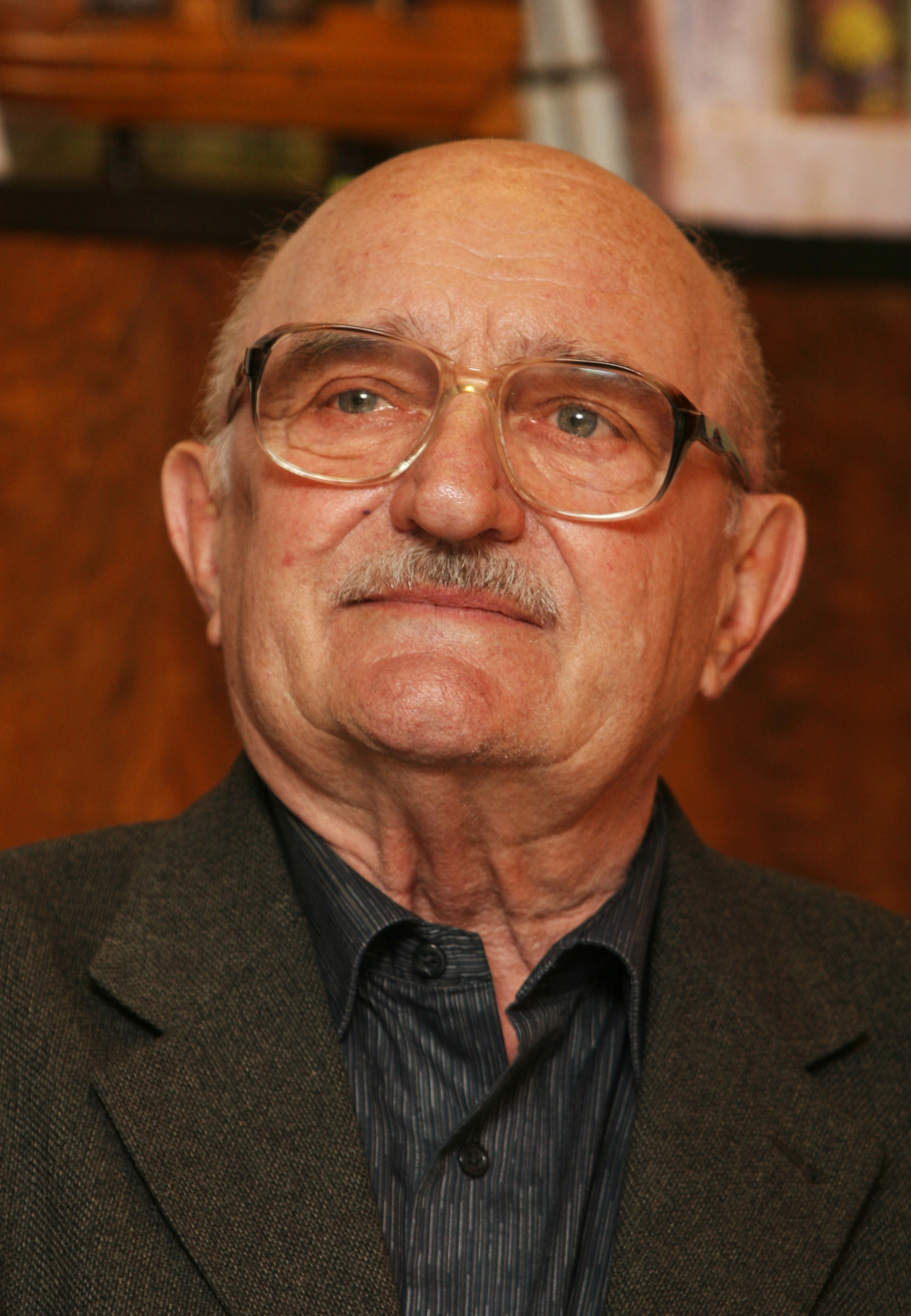
Josef Somr (* 15. dubna)

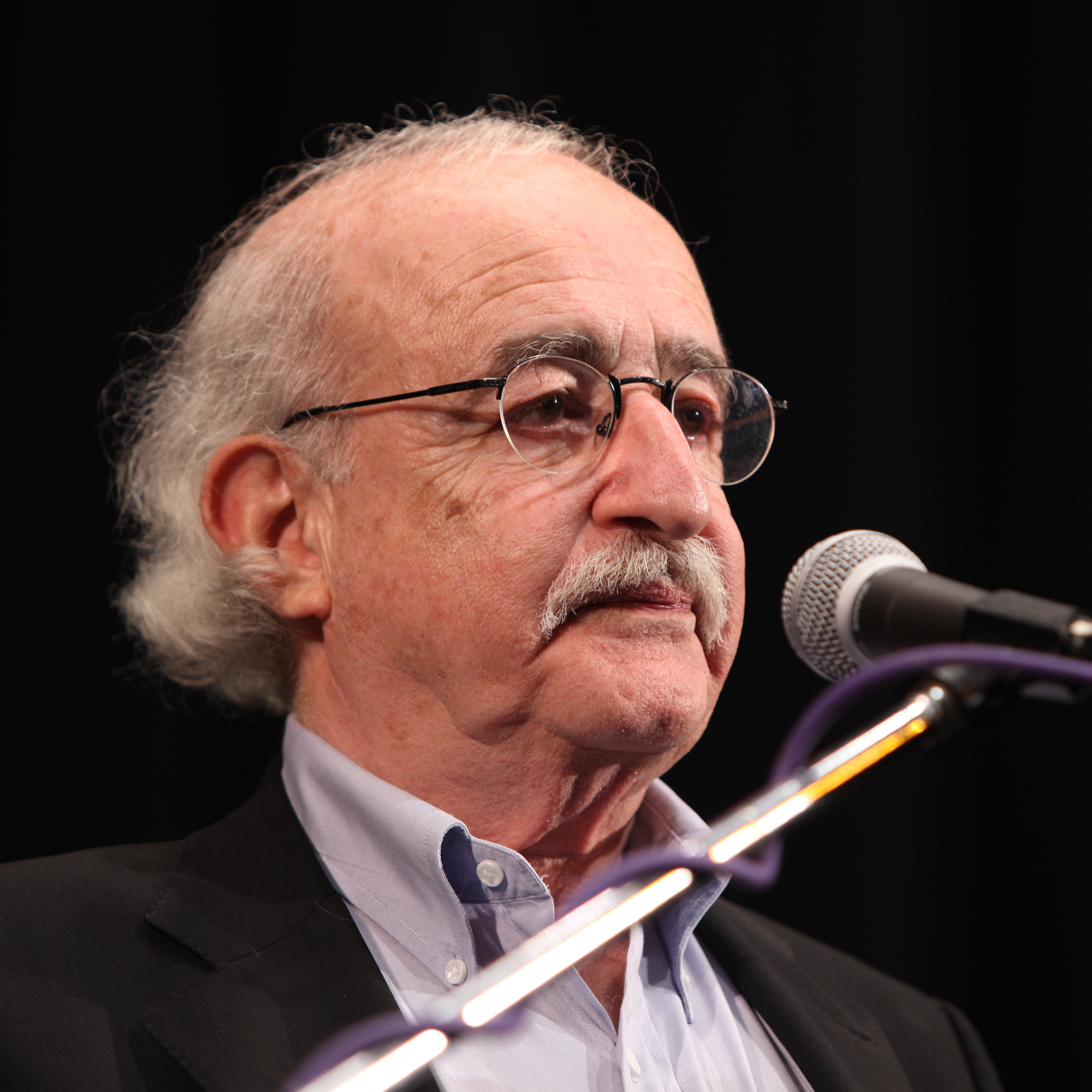
Juraj Herz (* 4. září)

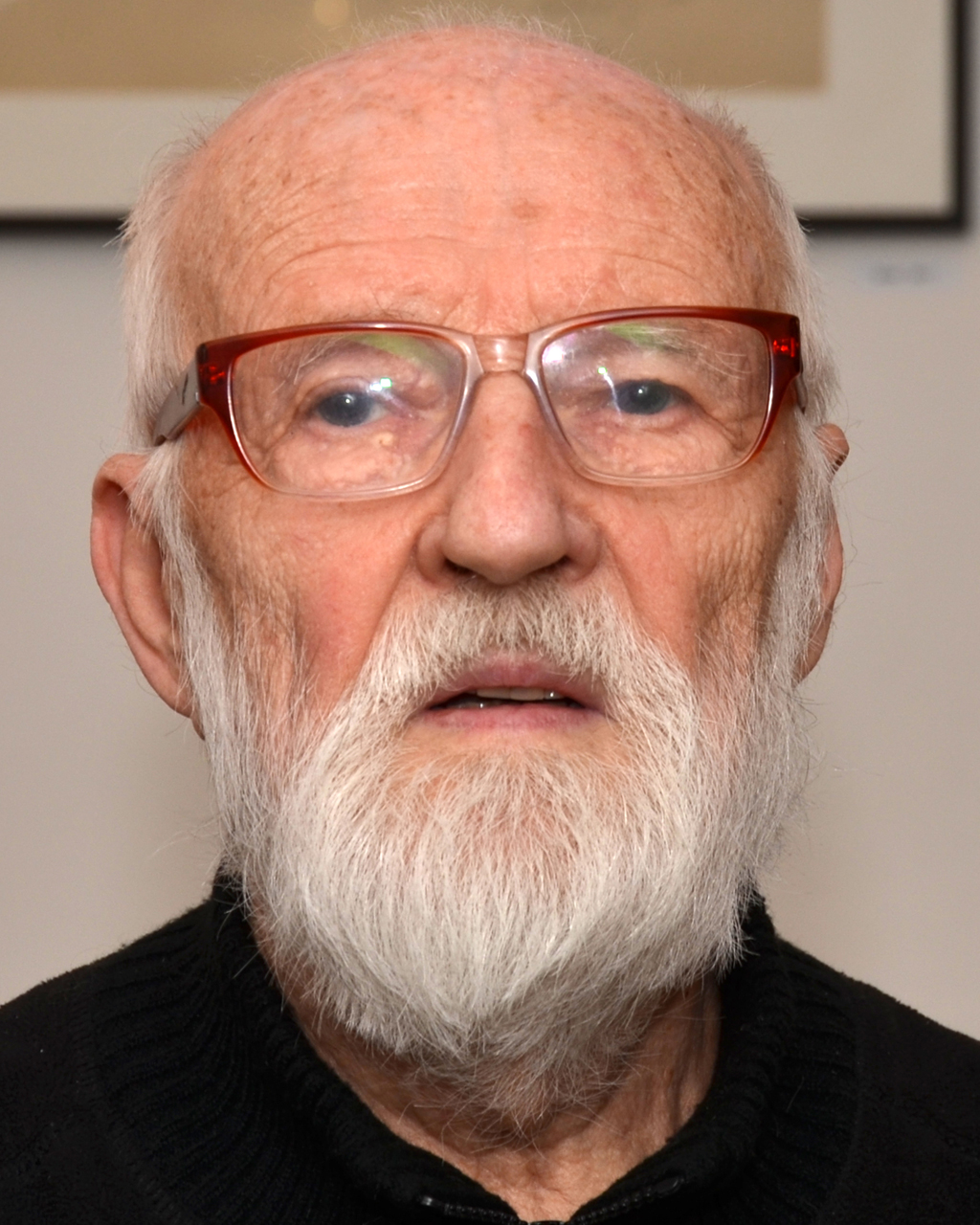
Jan Švankmajer (* 4. září)

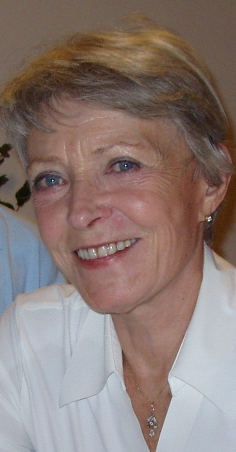
Jana Štěpánková (* 6. září)

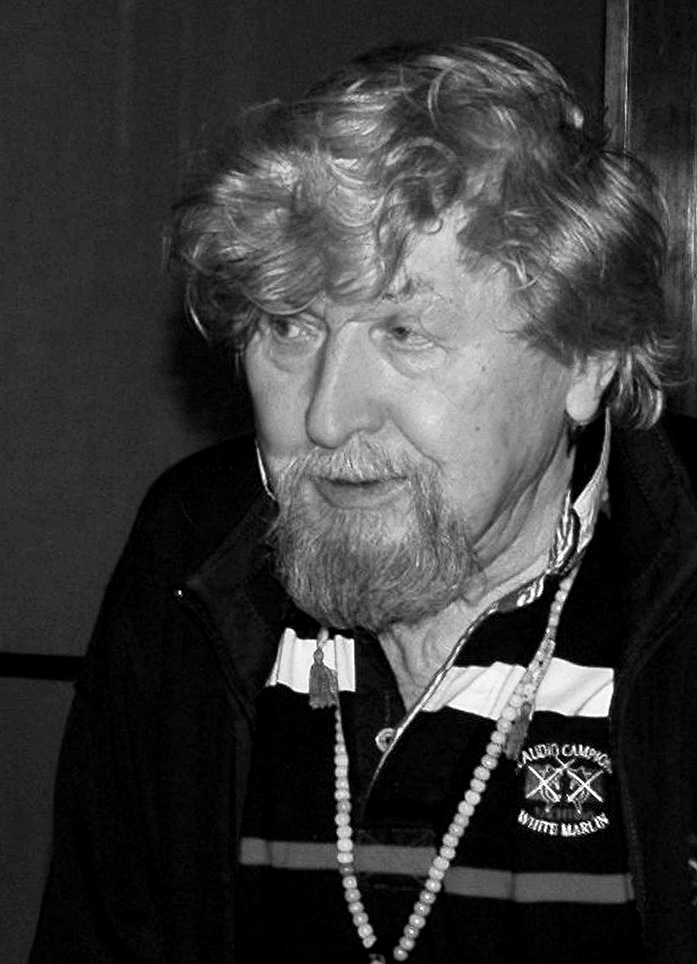
Miroslav Ondříček (* 4. listopadu)

- 1. ledna – Marie Goretti Boltnarová, česká katolická řeholnice, boromejka († 8. března 2022)
- 3. ledna – Jan Schmidt, filmový režisér, scenárista a příležitostný filmový herec († 27. září 2019)
- 10. ledna – Miroslav Štěpánek, český historik, archeolog a encyklopedista († ? 2005)
- 13. ledna
  - Oldřich Unger, rozhlasový reportér, herec († 16. července 2015)
  - Vratislav Varmuža, výtvarník, sochař a pedagog
- 14. ledna – Dana Němcová, česká psycholožka, kritička a disidentka († 11. dubna 2023)
- 15. ledna – Rudolf Šrámek, český jazykovědec, dialektolog
- 17. ledna – Bohuslav Mikeš, malíř († 1. listopadu 2003)
- 21. ledna – Eva Olmerová, česká popová a jazzová zpěvačka, šansoniérka († 10. srpna 1993)
- 22. ledna – Josef Melč, rozhlasový režisér († 10. dubna 2002)
- 15. ledna – Vladimír Burda, český překladatel, publicista, kritik a básník († 23. října 1970)
- 26. ledna – Josef Kuthan, český chemik
- 5. února – Vladimír Jelínek, malíř, grafik, sklářský výtvarník a fotograf († 20. června 2023)
- 9. února – Pavel Verner, český hobojista († 2. srpna 2021)
- 12. února – Antonín Švorc, český operní pěvec-barytonista († 21. února 2011)
- 14. února – Vlastimil Šubrt, český politik, ekonom a spisovatel († 20. února 2013)
- 15. února
  - Petr Kersch, český spisovatel († 3. července 2021)
  - Antonín Winter, český spisovatel († 23. ledna 2019)
- 17. února – Miroslav Ambro, kameraman a režisér dabingu († 22. ledna 1964)
- 23. února – Milan Neděla, český herec a moderátor († 14. dubna 1997)
- 2. března – Milena Vostřáková, česká televizní hlasatelka a moderátorka († 7. července 2011)
- 9. března – Jiří Kalach, český hudební skladatel († 20. dubna 2008)
- 10. března – Alexandr Stich, český jazykovědec a literární historik, bohemista († 26. ledna 2003)
- 15. března – Radoslav Kvapil, český klavírista
- 17. března – Richard Honzovič, hlasatel († 1. září 2005)
- 24. března
  - Jaroslav Mazáč, český básník († 28. dubna 2006)
  - Zdeněk Herman, český fyzikální chemik († 25. února 2021)
- 30. března – Jan Schneider, český textař, básník, dramatik, scenárista, novinář († 1. prosince 2014)
- 8. dubna – Karolina Slunéčková, herečka († 11. června 1983)
- 15. dubna – Josef Somr, český herec († 16. října 2022)
- 18. dubna – Jan Klusák, český hudební skladatel
- 26. dubna – Jaroslav Dufek, český herec († 30. září 2011)
- 27. dubna – Jaroslav Boček, ministr lesního a vodního hospodářství
- 5. května
  - Jiří Bouda, český grafik, malíř a ilustrátor († 23. srpna 2015)
  - Libuše Billová, herečka († 22. září 2021)
- 8. května – Jindřich Cigánek, profesor oboru výstavba dolů a geotechnika († 26. srpna 2019)
- 13. května
  - Milan Šulc, český divadelní i filmový herec († 10. července 2004)
  - Josef Hlaváček, český estetik a výtvarný kritik († 1. října 2008)
  - František Fröhlich, překladatel ze severských jazyků († 13. července 2014)
- 14. května – Richard Jeřábek, český etnolog a pedagog († 14. října 2006)
- 15. května – Vladimír Brabec, herec († 1. září 2017)
- 29. května
  - Vladislav Malát, český politik, fyzik a překladatel
  - Věra Plívová-Šimková, česká filmová režisérka († 13. října 2024)
- 9. června – Luděk Hřebíček, český kvantitativní lingvista, turkolog, překladatel († 29. prosince 2015)
- 11. června – Josef Hanzal, český historik, archivář († 22. června 2002)
- 14. června – Jindřich Fairaizl, publicista a režisér, spisovatel († 16. října 1993)
- 16. června – Ladislav Synovec, československý volejbalový reprezentant († 25. května 2015)
- 19. června – Dalibor Veselý, architekt, historik umění († 31. března 2015)
- 23. června – Květoslav Šipr, český lékař a teolog († 28. února 2022)
- 26. června
  - Čestmír Kráčmar, historik, spisovatel, hudební pedagog, sólista opery († 29. srpna 2007)
  - Olga Neveršilová, básnířka, autorka literárněvědných studií a překladatelka († 11. listopadu 2021)
- 28. června – Miroslav Liďák, kreslíř a karikaturista († 1. prosince 1983)
- 29. června – Bohumil Urban, československý politik, ministr
- 2. července – Vlasta Janečková, česká filmová a televizní scenáristka a režisérka († 27. února 2012)
- 7. července – Stanislav Chýlek, český chemik, překladatel, politik a diplomat
- 11. července – Jan Petr Velkoborský, překladatel z finštiny a angličtiny († 30. listopadu 2012)
- 13. července – Ladislav Toman, český volejbalový reprezentant († 10. července 2018)
- 23. července – Egon Lánský, novinář a místopředseda Zemanovy vlády († 25. listopadu 2013)
- 25. července – Milan Pacák, herec
- 27. července – Jan Svoboda, fotograf († 1. ledna 1990)
- 28. července – Ivan Remunda, český malíř, grafik a spisovatel († 2014)
- 6. srpna – Jan Kubr, český cyklista († 10. února 2017)
- 8. srpna – Václav Pavlíček, český právník, odborník na ústavní právo
- 14. srpna – Jan Svoboda, biolog († 13. března 2017)
- 15. srpna – Mirek Kovářík, český divadelník, kulturní publicista a redaktor, herec († 4. března 2020)
- 17. srpna – František Šmahel, český historik umění († 5. ledna 2025)
- 19. srpna – Vojen Güttler, právník, soudce Ústavního soudu
- 20. srpna – Fredy Perlman, americký spisovatel českého původu († 26. července 1985)
- 21. srpna – Vladimír Fišer, český herec, hlasatel a dabér († 11. prosince 2015)
- 30. srpna – Zdena Frýbová, česká spisovatelka a novinářka († 22. února 2010)
- 31. srpna
  - Ludmila Polesná, československá vodní slalomářka († 9. prosince 1988)
  - Ladislav Kozák (sochař), akademický sochař a medailér († 22. července 2007)
- 4. září – Jan Švankmajer, český filmový režisér, animátor a výtvarník
- 5. září – František Kratochvíl, český výtvarník, režisér a herec
- 6. září – Jana Štěpánková, česká herečka († 18. prosince 2018)
- 11. září – Gustáv Mráz, československý fotbalový reprezentant
- 12. září – Petr Hrdlička, automobilový konstruktér
- 13. září – Karel Čermák, český ministr spravedlnosti († 20. června 2017)
- 24. září – Vilém Hejl, prozaik, scenárista a překladatel († 23. ledna 1989)
- 27. září – Václav Frolec, národopisec, folklorista a vysokoškolský pedagog († 14. května 1992)
- 30. září – Karel Misař, spisovatel, redaktor, vychovatel a dramaturg († 6. dubna 1991)
- 8. října – Richard Jelínek, český histolog, embryolog a anatom († 27. října 2008)
- 21. října – Josef Sůva, český historik umění († 28. dubna 2023)
- 31. října
  - Zdeněk Mézl, český grafik a ilustrátor († 23. května 2016)
  - Eduard Bakalář, český psycholog († 18. února 2010)
- 4. listopadu – Miroslav Ondříček, český kameraman († 29. března 2015)
- 6. listopadu – Miroslav Koranda, reprezentant Československa ve veslování, olympijský vítěz († 6. října 2008)
- 7. listopadu – Zdeněk Rejdák, český vědec, zakladatel psychotroniky († 24. prosince 2004)
- 12. listopadu – František Laurin, divadelní a filmový režisér, vysokoškolský pedagog
- 18. listopadu – Miroslav Hucek, český fotograf († 29. ledna 2013)
- 19. listopadu – Milan Dvořák, československý fotbalový reprezentant († 21. července 2022)
- 21. listopadu – František Kyncl, český malíř a sochař († 14. července 2011)
- 23. listopadu – Jiří Sláma, český archeolog a historik († 26. prosince 2020)
- 24. listopadu – Václav Pantůček, československý hokejový reprezentant († 21. července 1994)
- 27. listopadu – Jovan Dezort, novinářský fotograf a výtvarník
- 6. prosince – Milan Dvořák, český hudební skladatel
- ? – František Petrášek, český prognostik a futurolog († 2014)

### Svět
- 1. ledna

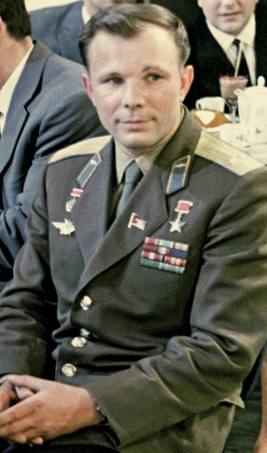
Jurij Gagarin (* 9. března)

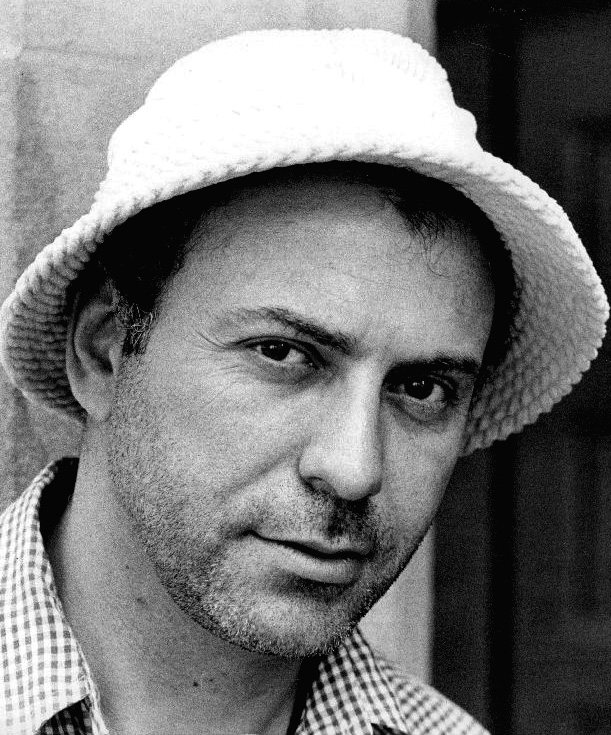
Alan Arkin (* 26. března)

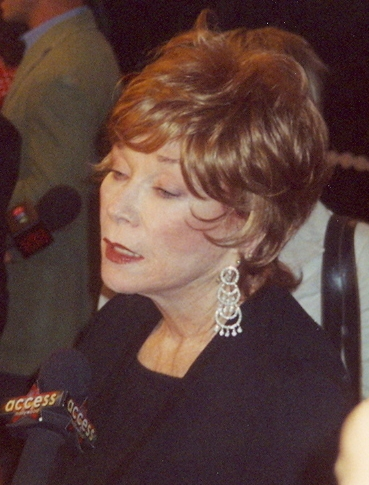
Shirley MacLaine (* 24. dubna)

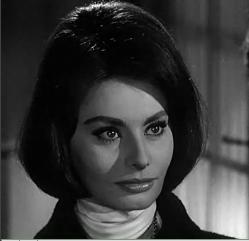
Sophia Loren (* 20. září)

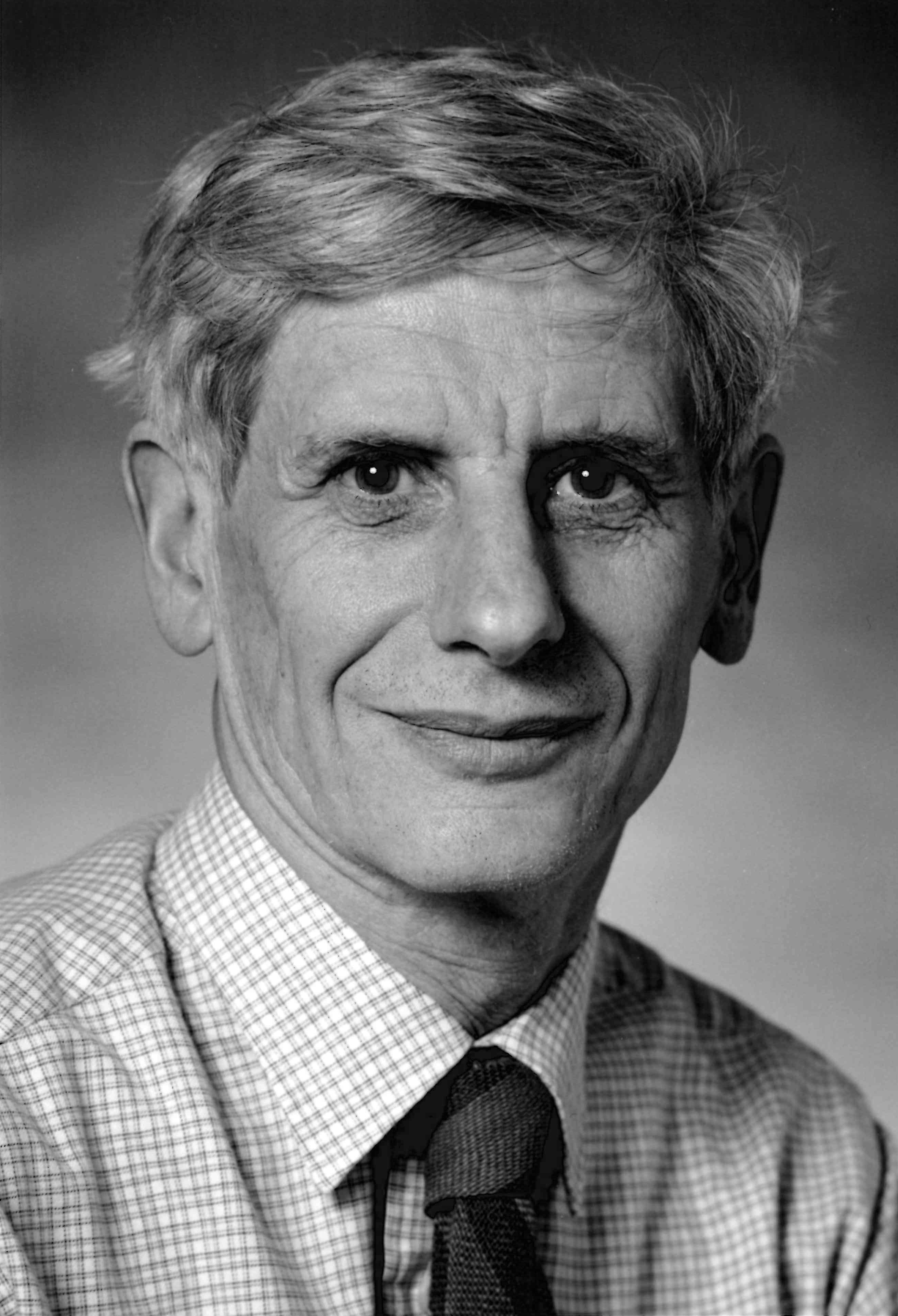
David J. Thouless (* 21. září)

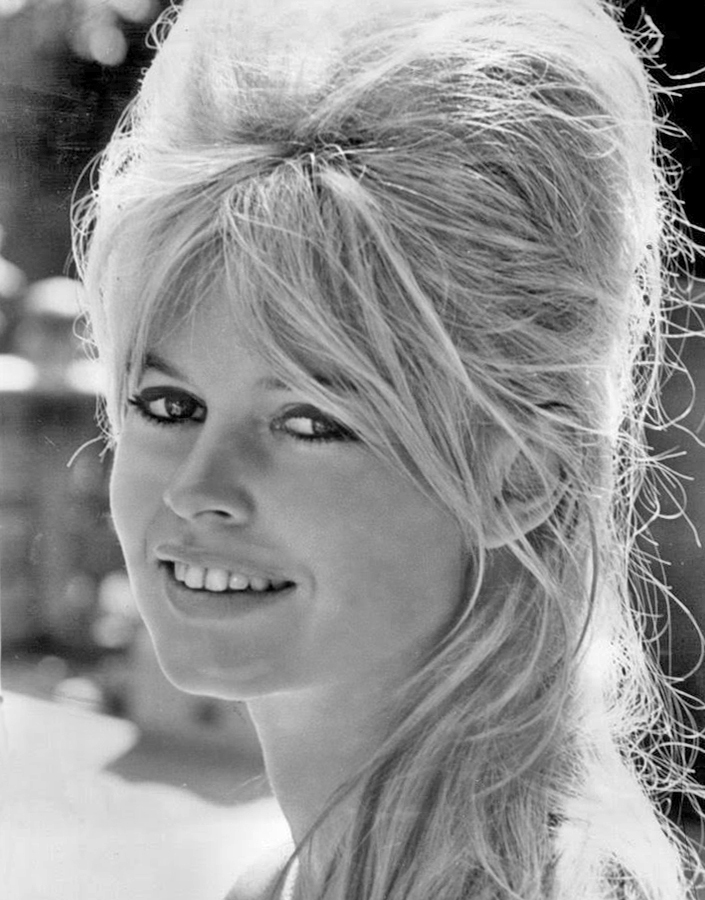
Brigitte Bardotová (* 28. září)

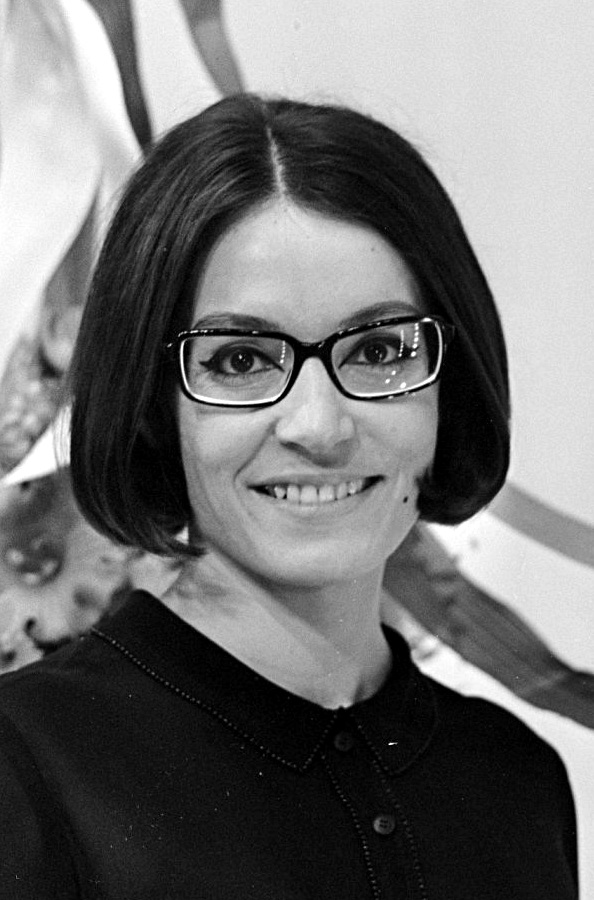
Nana Mouskouri (* 13. října)

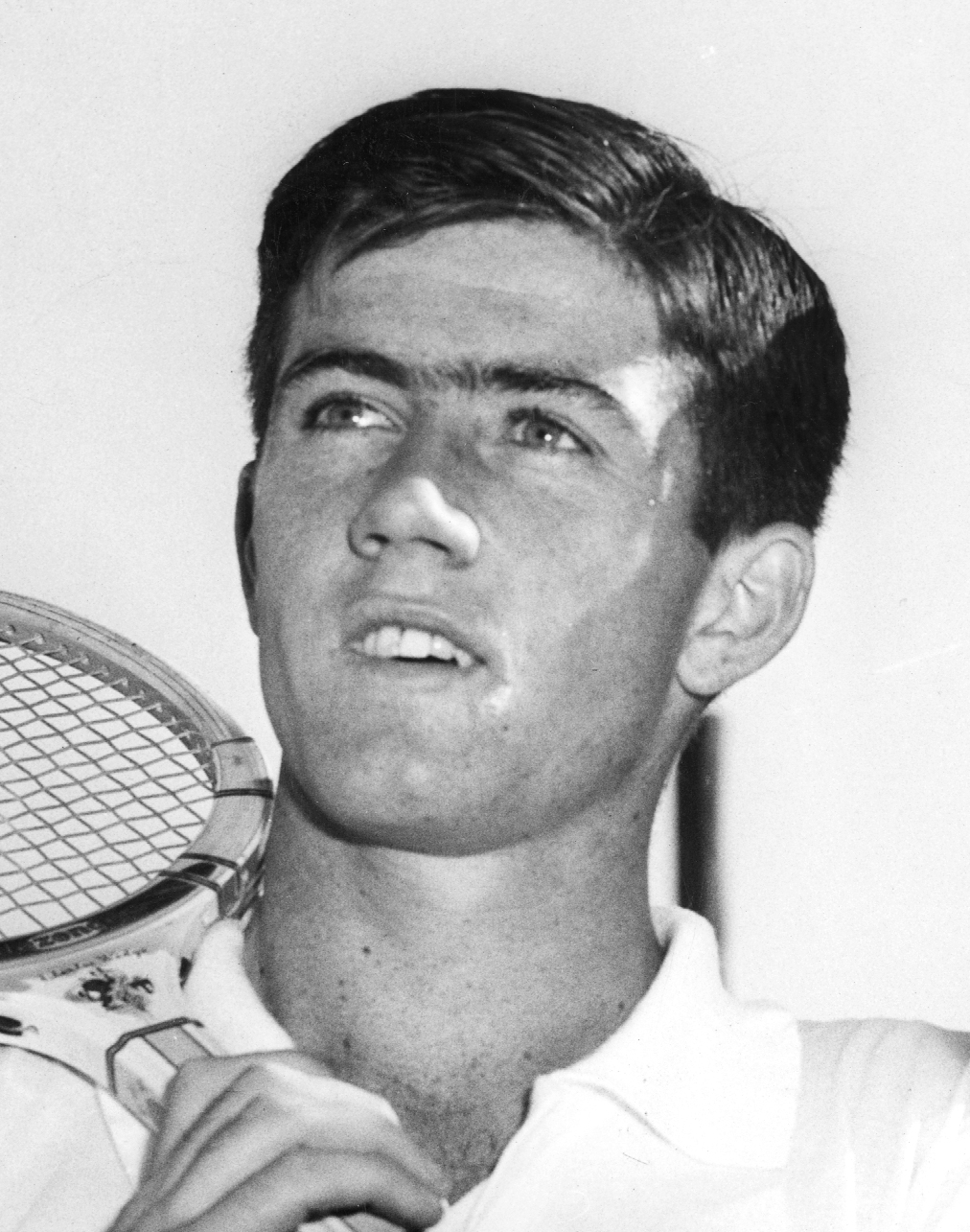
Ken Rosewall (* 2. listopadu)

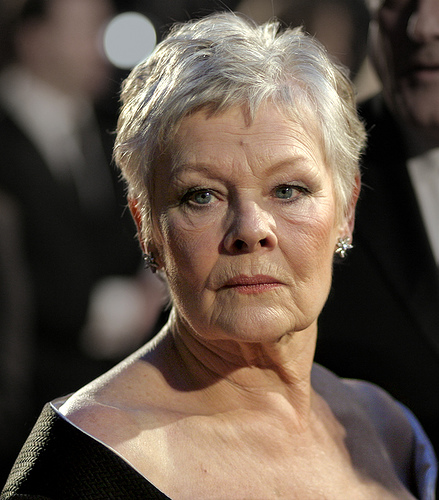
Judi Dench (* 9. prosince)

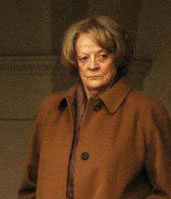
Maggie Smith (* 28. prosince)

  - Hans R. Camenzind, americký vynálezce v oboru elektroniky a vývojář integrovaných obvodů († 8. srpna 2012)
  - Raúl Eduardo Vela Chiriboga, ekvádorský kardinál († 15. listopadu 2020)
- 4. ledna – Rudolf Schuster, prezident Slovenské republiky
- 5. ledna
  - Jorge Camacho, kubánský malíř († 30. března 2011)
  - Phil Ramone, americký hudební producent a hudební skladatel. († 30. března 2013)
- 7. ledna
  - Charles Jenkins, americký sprinter, dvojnásobný olympijský vítěz
  - Abel Posse, argentinský spisovatel a diplomat  († 14. dubna 2023)
- 8. ledna
  - Jacques Anquetil, legendární francouzský cyklista († 18. listopadu 1987)
  - Alexandra Ripleyová, americká spisovatelka († 10. ledna 2004)
- 10. ledna – Leonid Kravčuk, prezident Ukrajiny († 10. května 2022)
- 11. ledna
  - C. A. R. Hoare, britský počítačový vědec
  - Jean Chrétien, kanadský politik
- 16. ledna – Anton Urban, slovenský fotbalista, reprezentant Československa († 5. března 2021)
- 17. ledna – Cedar Walton, americký jazzový klavírista a skladatel († 19. srpna 2013)
- 20. ledna – Tom Baker, anglický herec
- 24. ledna – Stanisław Grochowiak, polský básník, prozaik, dramatik a publicista († 2. září 1976)
- 26. ledna
  - Oldo Hlaváček, slovenský herec († 17. srpna 2025)
  - Georgij Mondzolevskij, sovětský volejbalista († 28. dubna 2024)
- 27. ledna – Édith Cressonová, francouzská politička
- 30. ledna – Giovanni Battista Re, italský kardinál
- 31. ledna – Gene DeWeese, americký spisovatel († 19. března 2012)
- 5. února
  - Hank Aaron, americký baseballista († 22. ledna 2021)
  - Don Cherry, kanadský hokejový komentátor
- 7. února
  - King Curtis, americký virtuózní saxofonista († 13. srpna 1971)
  - Edward Fenech Adami, prezident a premiér Malty
- 10. února – Rahn Burton, americký jazzový klavírista († 25. ledna 2013)
- 11. února
  - Manuel Noriega, panamský generál a samozvaný diktátor († 29. května 2017)
  - John Surtees, britský motocyklový a automobilový závodník († 10. března 2017)
- 12. února – Jozef Psotka, slovenský horolezec († 16. října 1984)
- 14. února
  - Merl Saunders, americký hudebník († 24. října 2008)
  - Herwig Wolfram, rakouský historik
- 15. února
  - Paul Ekman, americký psycholog
  - Niklaus Wirth, švýcarský informatik († 1. ledna 2024)
- 18. února – Skip Battin, americký zpěvák a baskytarista († 6. července 2003)
- 24. února – Bettino Craxi, italský sociálnědemokratický politik. († 19. ledna 2000)
- 25. února – Michael Fairman, americký herec, spisovatel a režisér
- 2. března
  - Doug Watkins, americký jazzový kontrabasista († 5. února 1962)
  - Alojz Tkáč, arcibiskup košický a metropolita východoslovenský († 23. května 2023)
- 3. března
  - Jacek Kuroń, polský politik, historik a disident († 17. června 2004)
  - Jimmy Garrison, americký jazzový kontrabasista († 7. dubna 1976)
  - Kraft Schepke, německý veslař, olympijský vítěz († 12. listopadu 2023)
- 5. března
  - Daniel Kahneman, izraelsko-americký psycholog († 27. března 2024)
  - Gioan Baotixita Phạm Minh Mẫn, vietnamský kardinál
- 8. března
  - František Velecký, slovenský herec († 5. října 2003)
  - Ján Solovič, slovenský spisovatel a dramatik († 10. července 2022)
- 9. března
  - Jurij Gagarin, sovětský kosmonaut, první člověk, který vzlétl do vesmíru († 27. března 1968)
  - Dietmar Grieser, rakouský spisovatel literatury faktu
- 12. března – Francisco J. Ayala, americký biolog a filozof španělského původu († 5. března 2023)
- 14. března
  - Shirley Scott, americká varhanice († 10. března 2002)
  - Eugene Cernan, americký astronaut po otci slovenského a po matce českého původu († 16. ledna 2017)
  - Dionigi Tettamanzi, italský kardinál († 5. srpna 2017)
- 23. března – Peter Kubelka, rakouský představitel experimentálního filmu
- 26. března – Alan Arkin, americký herec, spisovatel a režisér († 29. června 2023)
- 29. března – Delme Bryn-Jones, velšský operní pěvec – barytonista († 25. května 2001)
- 30. března
  - Dic Jones, velšský básník († 18. srpna 2009)
  - Hans Hollein, rakouský designér a architekt († 24. dubna 2014)
- 31. března
  - Richard Chamberlain, americký herec († 29. března 2025)
  - Carlo Rubbia, italský fyzik a nositel Nobelovy ceny
- 2. dubna – Paul Cohen, americký matematik († 23. března 2007)
- 3. dubna – Jane Goodallová, anglická bioložka
- 5. dubna
  - Stanley Turrentine, americký jazzový saxofonista († 12. září 2000)
  - Roman Herzog, sedmý prezident Spolkové republiky Německo († 10. ledna 2017)
- 6. dubna – Anton Geesink, reprezentant Nizozemska v judu († 27. srpna 2010)
- 7. dubna – Victor Feldman, britský jazzový klavírista a bubeník († 12. května 1987)
- 10. dubna – David Halberstam, americkým žurnalista a spisovatel († 23. dubna 2007)
- 11. dubna – Karl-Josef Rauber, německý kardinál († 26. března 2023)
- 14. dubna – Fredric Jameson, americký filozof, politolog a literární teoretik marxistické orientace († 22. září 2024)
- 17. dubna – Don Kirshner, americký hudební vydavatel, producent a skladatel († 17. ledna 2011)
- 24. dubna – Shirley MacLaine, americká herečka, zpěvačka, tanečnice a publicistka
- 29. dubna – Pedro Pires, premiér a prezident afrického státu Kapverdy
- 1. května – Shirley Horn, americká jazzová zpěvačka a klavíristka († 20. října 2005)
- 3. května – Georges Moustaki, francouzský zpěvák a skladatel († 23. května 2013)
- 4. května – Taťjana Samojlovová, ruská divadelní a filmová herečka († 4. května 2014)
- 5. května – Henri Konan Bédié, druhý prezident Côte d'Ivoire († 1. srpna 2023)
- 10. května – Štefan Kvietik, slovenský herec, divadelní pedagog a politik († 21. března 2025)
- 13. května – Ehud Necer, izraelský archeolog († 28. října 2010)
- 15. května – John Keegan, britský vojenský historik († 2. srpna 2012)
- 18. května – Ladislav Pittner, bývalý ministr vnitra Slovenska († 15. srpna 2008)
- 19. května – Bobby Bryant, americký jazzový trumpetista a hráč na křídlovku († 10. června 1998)
- 21. května – Bob Northern, americký jazzový hráč na lesní roh
- 23. května – Robert Moog, americký vynálezce a průkopník elektronické hudby († 21. srpna 2005)
- 26. května – Bernard Vitet, americký jazzový trumpetista a skladatel († 3. července 2013)
- 28. května – Francesco Monterisi, italský římskokatolický kněz, kardinál
- 30. května – Alexej Leonov, vojenský letec a sovětský kosmonaut († 11. října 2019)
- 6. června – Albert II. Belgický, belgický král
- 7. června – Werner Nachtigall, německý biolog († 5. září 2024)
- 9. června – Helga Haaseová, německá rychlobruslařka, olympijská vítězka († 16. června 1989)
- 11. června
  - Princ Henrik, manžel dánské královny Markéty II († 13. února 2018)
  - Jerry Uelsmann, americký fotograf († 4. dubna 2022)
- 13. června
  - Vitalij Hubarenko, ukrajinský hudební skladatel († 5. dubna 2000)
  - Uriel Jones, americký bubeník († 24. března 2009)
- 16. června – William Forsyth Sharpe, americký ekonom, Nobelova cena za ekonomii 1990
- 20. června – Heinz Edelmann, německý ilustrátor a designer († 21. července 2009)
- 21. června – Ken Matthews, britský atlet, chodec, olympijský vítěz z roku 1964 († 3. června 2019)
- 22. června – Ray Mantilla, americký jazzový bubeník († 21. března 2020)
- 26. června
  - Dave Grusin, americký klavírista, hudební producent, hudební skladatel
  - Anatolij Vasiljevič Ivanov, ruský hráč na bicí nástroje, skladatel a dirigent († 2. dubna 2012)
- 28. června
  - Georges Wolinski, francouzský karikaturista († 7. ledna 2015)
  - Michael Artin, americký matematik
- 1. července
  - Sydney Pollack, americký filmový režisér, producent, pedagog a herec († 26. května 2008)
  - Claude Berri, francouzský filmový režisér, herec, scenárista a producent († 12. ledna 2009)
  - Jamie Farr, americký televizní, filmový a divadelní herec
- 6. července – René Urtreger, francouzský jazzový klavírista
- 9. července
  - Sonny Cooperová, americká tanečnice, herečka, malířka a spisovatelka
  - Michael Graves, americký architekt († 12. března 2015)
- 11. července – Giorgio Armani, italský módní návrhář
- 13. července
  - Alexej Jelisejev, sovětský kosmonaut z lodí Sojuz
  - Wole Soyinka, nigerijský spisovatel, nositel Nobelovy ceny za literaturu 1986
- 14. července – Lee Friedlander, americký novinářský fotograf
- 15. července – Eva Krížiková, slovenská herečka († 31. března 2020)
- 19. července
  - Francisco de Sá Carneiro, premiér Portugalska († 4. prosince 1980)
  - Bobby Bradford, americký jazzový kornetista a trumpetista
- 20. července – Uwe Johnson, německý spisovatel († 23. února 1984)
- 21. července – Johnny Sekka, britský herec († 14. září 2006)
- 22. července
  - Junior Cook, americký jazzový saxofonista († 3. února 1992)
  - Louise Fletcherová, americká herečka († 23. září 2022)
- 23. července
  - Steve Lacy, americký jazzový saxofonista a hudební skladatel († 4. června 2004)
  - Renate Krügerová, německá historička umění, novinářka a spisovatelka († 27. května 2016)
  - Vlado Stenzel, jugoslávský házenkář
- 25. července
  - Don Ellis, americký jazzový trumpetista, bubeník a skladatel († 17. prosince 1978)
  - Claude Zidi, francouzský scenárista, režisér a kameraman
- 26. července – Jagdish Bhagwati, indicko-americký ekonom
- 29. července – Albert Speer, Jr., německý architekt († 15. září 2017)
- 2. srpna – Valerij Bykovskij, sovětský důstojník a kosmonaut († 27. března 2019)
- 3. srpna
  - Milan Kiš, slovenský herec († 5. března 2007)
  - Jonas Savimbi, vůdce opozičního hnutí UNITA v Angole († 22. února 2002)
- 6. srpna – Diane di Prima, americká básnířka († 25. října 2020)
- 8. srpna – Cláudio Hummes, brazilský kardinál († 4. července 2022)
- 10. srpna – James Tenney, americký klavírista, hudební skladatel a teoretik († 24. srpna 2006)
- 13. srpna – Seraphim Rose, americký pravoslavný kněz, filosof, spisovatel († 2. září 1982)
- 14. srpna
  - Lucien Clergue, francouzský fotograf († 15. listopadu 2014)
  - André Boniface, francouzský ragbista († 8. dubna 2024)
- 16. srpna
  - Daniel Stern, americký psychoanalytik († 12. listopadu 2012)
  - Pierre Richard, francouzský herec, komik, režisér, vinař
- 18. srpna – Ján Johanides, slovenský spisovatel-prozaik a esejista († 5. června 2008)
- 21. srpna – John Hall, americký fyzik, nositel Nobelovy ceny za fyziku 2005
- 22. srpna – Norman Schwarzkopf, americký generál († 27. prosince 2012)
- 23. srpna – Carlos Amigo Vallejo, španělský kardinál
- 25. srpna – Akbar Hášemí Rafsandžání, íránský politik a spisovatel, prezident Íránu († 8. ledna 2017)
- 30. srpna – Anatolij Solonicyn, sovětský divadelní a filmový herec († 11. června 1982)
- 1. září – Paolo Sardi, italský kardinál († 13. července 2019)
- 3. září – Freddie King, americký bluesový kytarista, zpěvák a skladatel
- 4. září
  - Juraj Herz, český režisér, scenárista a herec († 8. dubna 2018)
  - Clive W. J. Granger, britský ekonom, Nobelova cena 2003 († 27. května 2009)
  - Eduard Chil, ruský operní pěvec-barytonista († 4. června 2012)
- 5. září
  - Paul Josef Cordes, německý kardinál († 15. března 2024)
  - Zacarias Kamwenho, angolský arcibiskup a mírový aktivista
- 7. září
  - Omar Karámí, předseda vlády Libanonu († 1. ledna 2015)
  - Karol Polák, slovenský sportovní komentátor († 17. leden 2016)
- 8. září – Peter Maxwell Davies, britský hudební skladatel, dirigent, pedagog († 14. března 2016)
- 11. září – R. Gerallt Jones, velšský spisovatel († 9. ledna 1999)
- 12. září
  - Glenn Davis, americký atlet, běžec, trojnásobný olympijský vítěz († 28. ledna 2009)
  - Alan Isler, anglický spisovatel († 29. března 2010)
  - Jaegwon Kim, americký filosof korejského původu († 27. listopadu 2019)
- 15. září – Friedrich Waidacher, rakouský muzeolog, jazzový bubeník, pozounista a skladatel
- 16. září – Dick Heckstall-Smith, britský saxofonista († 17. prosince 2004)
- 17. září – Maureen Connollyová, americká tenistka († 21. června 1969)
- 19. září – Brian Epstein, manažer The Beatles († 27. srpna 1967)
- 20. září
  - Hamit Kaplan, turecký zápasník, olympijský vítěz v těžké váze († 5. ledna 1976)
  - Sophia Lorenová, italská filmová herečka
- 21. září
  - Leonard Cohen, kanadský hudebník, básník, romanopisec a kreslíř († 7. listopadu 2016)
  - David J. Thouless, americko-britský fyzik, nositeľ Nobelovy ceny († 6. dubna 2019)
- 22. září – Ornella Vanoni, italská zpěvačka
- 23. září
  - Per Olov Enquist, švédský spisovatel († 25. dubna 2005)
  - Gino Paoli, italský zpěvák a textař
  - Franc Rodé, slovinský římskokatolický kněz, kardinál
- 24. září – Jasutaka Cucui, japonský spisovatel, dramatik, herec a jazzový klarinetista
- 25. září – Jean Sorel, francouzský herec
- 26. září – Suzi Gabliková, americká historička umění a výtvarnice († 7. května 2022)
- 28. září – Brigitte Bardotová, francouzská filmová herečka a zpěvačka
- 29. září – Mihaly Csikszentmihalyi, psycholog maďarského původu († 20. října 2021)
- 30. září – Udo Jürgens, rakouský zpěvák († 21. prosince 2014)
- 7. října
  - Ulrike Meinhofová, spoluzakladatelka ultralevicové organizace Frakce Rudé armády († 9. května 1976)
  - Amiri Baraka, americký spisovatel († 9. ledna 2014)
  - Novella Nikolajevna Matvejevová, ruská spisovatelka († 4. září 2016)
- 9. října – Abdullah Ibrahim, jihoafrický jazzový klavírista, saxofonista a skladatel
- 10. října – John Uzzell Edwards, velšský expresionistický malíř († 5. března 2014)
- 11. října – Luis Héctor Villalba, argentinský kardinál
- 12. října
  - James Crawford, americký rhythm and bluesový pianista a zpěvák († 15. září 2012)
  - Jorma Koivulehto, finský lingvista († 23. srpna 2014)
  - Richard Meier, americký architekt
- 13. října – Nana Mouskouri, řecká zpěvačka
- 18. října
  - Kir Bulyčov, ruský historik a spisovatel sci-fi († 5. září 2003)
  - Juraj Holčík, slovenský biolog, odborník na ichtyologii († 16. května 2010)
- 19. října – Yakubu Gowon, nigerijský voják a politik
- 20. října
  - Bill Chase, americký jazzový trumpetista († 9. srpna 1974)
  - Eddie Harris, americký jazzový saxofonista († 5. listopadu 1996)
- 25. října – Zilda Arns, brazilská katolická charitativní pracovnice a dětská lékařka († 12. ledna 2010)
- 26. října – Jacques Loussier, francouzský klavírista a hudební skladatel († 5. března 2019)
- 27. října – Barre Phillips, americký jazzový kontrabasista († 28. prosince 2024)
- 29. října – Jimmy Woods, americký jazzový saxofonista († 29. března 2018)
- 30. října – Frans Brüggen, nizozemský dirigent, flétnista a muzikolog († 13. srpna 2014)
- 2. listopadu – Ken Rosewall, australský tenista
- 4. listopadu – Michał Głowiński, polský spisovatel, literární historik a teoretik († 29. září 2023)
- 7. listopadu – Miško Eveno, slovenský malíř francouzského původu († 15. června 2014)
- 9. listopadu
  - Carl Sagan, americký astronom († 20. prosince 1996)
  - Ingvar Carlsson, premiér Švédska
  - Tengiz Sigua, gruzínský politik a bývalý premiér země
- 10. listopadu
  - Lucien Bianchi, belgický automobilový závodník († 30. března 1969)
  - Houston Person, americký jazzový saxofonista
- 11. listopadu – Elżbieta Krzesińská, polská olympijská vítězka ve skoku do dálky († 29. prosince 2015)
- 12. listopadu
  - Vavá, brazilský fotbalista († 19. ledna 2002)
  - Charles Manson, americký zločinec a hudebník († 19. listopadu 2017)
- 13. listopadu – Garry Marshall, americký herec, scenárista, režisér a producent († 19. července 2016)
- 14. listopadu – Ellis Marsalis, americký jazzový klavírista a hudební pedagog († 1. dubna 2020)
- 17. listopadu – Alan Curtis, americký cembalista, muzikolog a dirigent († 15. července 2015)
- 20. listopadu
  - Fajrúz, libanonská zpěvačka
  - Lev Polugajevskij, sovětský šachový velmistr († 30. srpna 1995)
- 21. listopadu – Laurence Luckinbill, americký herec
- 23. listopadu – Victor Gaskin, americký jazzový kontrabasista († 14. července 2012)
- 24. listopadu – Alfred Schnittke, rusko-německý skladatel († 3. srpna 1998)
- 26. listopadu – Ljudmila Ševcová, sovětská olympijská vítězka v běhu na 800 metrů z roku 1960
- 29. listopadu
  - Tony Coe, britský jazzový klarinetista a saxofonista († 16. března 2023)
  - Nicéphore Soglo, prezident Beninu
- 2. prosince – Tarcisio Bertone, italský salesián a kardinál
- 3. prosince – Viktor Gorbatko, sovětský vojenský letec a kosmonaut († 17. května 2017)
- 4. prosince – Abimael Guzmán, peruánský filosof, zakladatel teroristické organizace Světlá stezka († 11. září 2021)
- 5. prosince
  - Art Davis, americký jazzový kontrabasista († 29. července 2007)
  - Eberhard Jüngel, německý luteránský teolog († 28. září 2021)
- 9. prosince
  - Junior Wells, americký bluesový zpěvák a hráč na harmoniku († 15. ledna 1998)
  - Judi Denchová, britská filmová a divadelní herečka
  - John McCracken, americký minimalistický sochař a malíř († 8. dubna 2011)
- 11. prosince – Jürgen Becker, německý evangelický teolog
- 15. prosince
  - Mohamed Farrah Aidid, samozvaný somálský vůdce († 1. srpna 1996)
  - Abdullahi Yusuf Ahmed, somálský politik a bývalý prezident země († 23. března 2012)
  - Curtis Fuller, americký jazzový pozounista a hudební skladatel († 8. května 2021)
  - Stanislav Šuškevič, předseda běloruského Nejvyššího sovětu († 3. května 2022)
  - Raina Kabaivanska, bulharská operní pěvkyně
- 16. prosince – Nobujuki Aihara, japonský sportovní gymnasta, dvojnásobný olympijský vítěz († 16. července 2013)
- 18. prosince – Boris Volynov, sovětský letec a kosmonaut
- 19. prosince – Pratibha Pátilová, prezidentka Indie
- 20. prosince – Julius Riyadi Darmaatmadja, indonéský kardinál
- 21. prosince – Hank Crawford, americký altsaxofonista († 29. ledna 2009)
- 24. prosince – Stjepan Mesić, chorvatský prezident
- 25. prosince – Ben Dixon, americký jazzový bubeník
- 27. prosince – Larisa Latyninová, sovětská gymnastka, získala 14 olympijských medailí
- 28. prosince – Maggie Smithová, britská herečka († 27. září 2024)
- 31. prosince – Douglas Blubaugh, americký zápasník, olympijský vítěz († 16. května 2011)
- ? – David Ivry, ředitel Izraelské národní bezpečnostní rady
- ? – Steve Schapiro, americký fotograf a fotožurnalista

## Úmrtí

### Česko
- 3. ledna

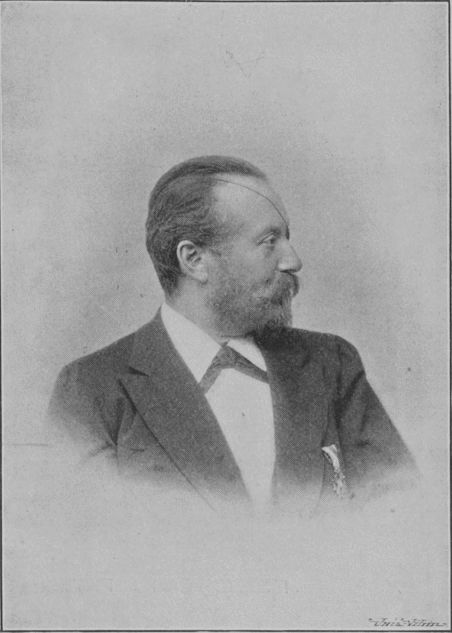
Otakar Ševčík († 18. ledna)

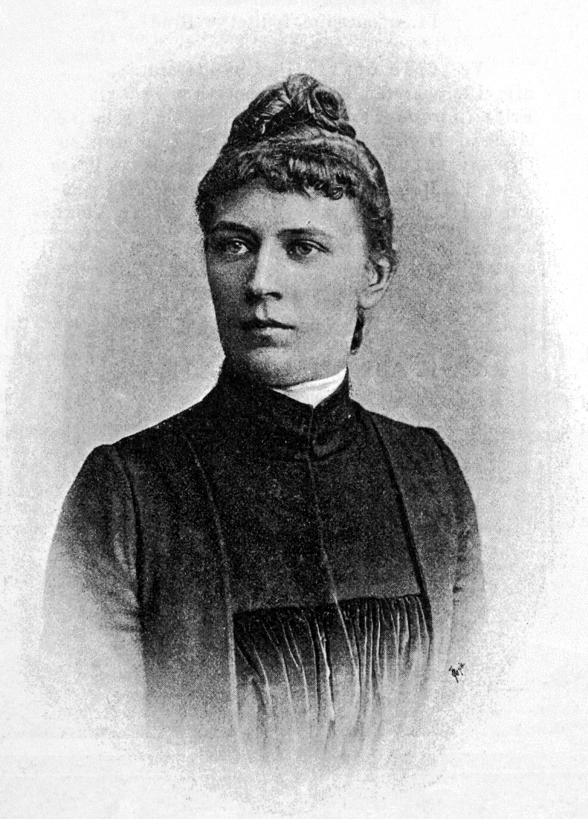
Božena Viková-Kunětická († 18. března)

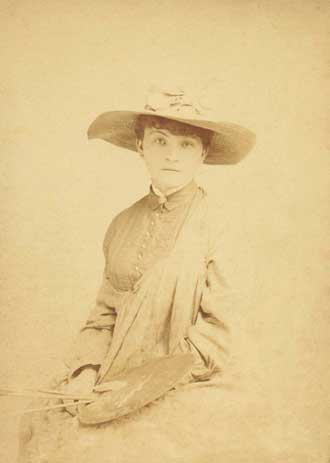
Zdenka Braunerová († 23. května)

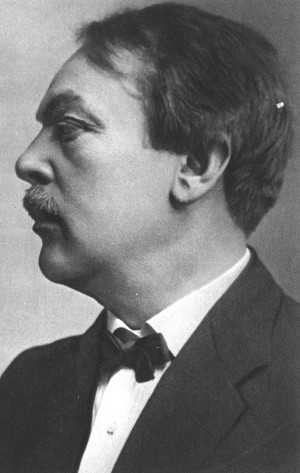
Alois Kalvoda († 25. června)

  - Josef Novák, vojenský a zkušební pilot (* 8. července 1893)
  - Bedřich Procházka, český matematik (* 4. července 1855)
- 7. ledna – Anton Hanak, rakouský sochař českého původu (* 22. března 1875)
- 14. ledna – Joseph Meder, česko-rakouský historik umění (10. června 1857)
- 17. ledna – Adolf Dobrovolný, režisér, herec a hlasatel českého rozhlasu (* 8. května 1864)
- 18. ledna – Otakar Ševčík, český houslista a pedagog (* 22. března 1852)
- 19. ledna – Josef Vejnar, český lékař a fotograf (* 5. prosince 1867)
- 23. ledna – Alois Špera, československý politik (* 17. února 1869)
- 26. ledna – Metoděj Řihák, první československý provinciál Tovaryšstva Ježíšova (* 7. července 1885)
- 28. ledna – Josef Skřivánek, architekt a ochotnický divadelník (* 19. listopadu 1868)
- 8. února – János Richter, československý politik (* 1872)
- 9. února – Alfréd Justitz, český malíř (* 19. července 1879)
- 14. února – Miloslav Stieber, profesor dějin soukromého i veřejného práva ve střední Evropě (* 16. února 1865)
- 15. února – Ignaz Petschek, obchodník a průmyslník (* 14. června 1857)
- 19. února – Nikolaj Jefgrafovič Osipov, český psychiatr ruského původu (* 25. listopadu 1877)
- 21. února – František Symon, hudebník, ředitel kůru a sbormistr (* 15. ledna 1847)
- 22. února
  - František Tonner, poslanec Českého zemského sněmu (* 20. září 1837)
  - Bohuslav Procházka, československý politik (* 13. prosince 1874)
- 24. února – Šimon Roháček, československý politik slovenské národnosti (* 10. září 1873)
- 1. březen – Heinrich Koch, česko-německý fotograf (* 20. srpna 1896)
- 18. března – Božena Viková-Kunětická, česká politička, spisovatelka a dramatička (* 30. července 1862)
- 23. března – Wenzel Hablik, malíř, grafik a architekt německé národnosti (* 4. srpna 1881)
- 28. března – Alois Koldinský, poslanec Českého zemského sněmu a starosta Smíchova (* 8. září 1857)
- 6. dubna – Karel Leger, básník, spisovatel a dramatik (* 21. září 1859)
- 25. února – Vincenc Hlavinka, odborník v oboru vodárenství (* 5. dubna 1862)
- 15. dubna – Franz Tobisch, kněz, spisovatel, básník a redaktor (* 9. listopadu 1865)
- 18. dubna
  - Albín Stocký, český archeolog (* 24. února 1876)
  - Josef Šimonek, československý politik (* 26. března 1862)
- 19. dubna – Václav Čutta, český malíř (* 28. prosince 1878)
- 26. dubna – František Kordač, arcibiskup pražský (* 11. ledna 1852)
- 29. dubna – Karel Steiner, československý fotbalový reprezentant (* 26. ledna 1895)
- 10. května – Josef Švehla, pedagog, archeolog a spisovatel (* 15. května 1861)
- 22. května – Josef Jelinek, brněnský podnikatel a politik německé národnosti (* 18. ledna 1864)
- 23. května – Zdenka Braunerová, česká malířka (* 9. dubna 1858)
- 24. května – František Krejčí, český psycholog, filozof a politik (* 21. srpna 1858)
- 29. května – Václav Myslivec, československý politik (* 10. listopadu 1875)
- 30. května – Vojtěch Birnbaum, český historik umění (* 7. ledna 1877)
- 2. června
  - Jindřich Vaníček, náčelník České obce sokolské (* 1. ledna 1862)
  - Karel Chytil, historik umění (* 18. dubna 1857)
- 13. června – Alois Dostál, římskokatolický kněz a spisovatel (* 2. července 1858)
- 17. června – Imrich Parák, československý ekonom a politik (* 4. září 1868)
- 22. června – Karel Hostaš, český právník, archeolog a politik (* 11. března 1854)
- 25. června – Alois Kalvoda, český malíř (* 15. května 1875)
- 29. června – Adolf Kašpar, český malíř (* 27. prosince 1877)
- 9. července – Otakar Zich, hudební skladatel a estetik (* 25. března 1879)
- 12. července – Adolf Sigmund, lékař-radiolog, průkopník rentgenové diagnostiky (* 10. dubna 1892)
- 25. července – F. Háj, česká spisovatelka, autorka Káji Maříka (* 27. května 1887)
- 19. srpna – Stanislav Jiránek, český hudební pedagog a skladatel (* 23. října 1867)
- 21. srpna – František Myslivec, kněz, folklorista a spisovatel (* 20. října 1873)
- 5. září – Josef Bosáček, český malíř (* 17. února 1857)
- 1. října – Edmund Chvalovský, herec, divadelní a operní režisér (* 26. července 1839)
- 4. října – Jan Žáček, český advokát a politik (* 31. května 1849)
- 6. října – Rudolf Hofmeister, amatérský historik a spisovatel (* 17. května 1866)
- 8. října – Franta Anýž, český řezbář, cizelér a medailér (* 1. února 1876)
- 16. října – Adolf Prokůpek, československý politik (* 11. ledna 1868)
- 13. listopadu – Jiří Herold, violista, koncertní mistr České filharmonie (* 16. dubna 1875)
- 25. listopadu – Božena Studničková, česká spisovatelka (* 31. ledna 1849)
- 3. prosince – Wilhelm Medinger, československý politik německé národnosti (* 7. ledna 1878)
- 9. prosince – Hugo Boettinger, český malíř (* 30. dubna 1880)
- 11. prosince – Josef Kalus, frenštátský básník a spisovatel (* 6. února 1855)
- 21. prosince – Emil Kasík, československý politik (* 30. října 1875)
- 22. prosince – Bohumil Fischer, československý politik (* 29. dubna 1864)
- 26. prosince – Karel Emanuel ze Žerotína, moravský šlechtic a politik (* 16. srpna 1850)

### Svět

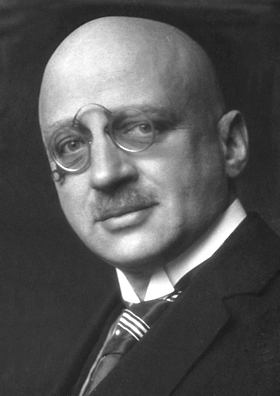
Fritz Haber († 29. ledna)

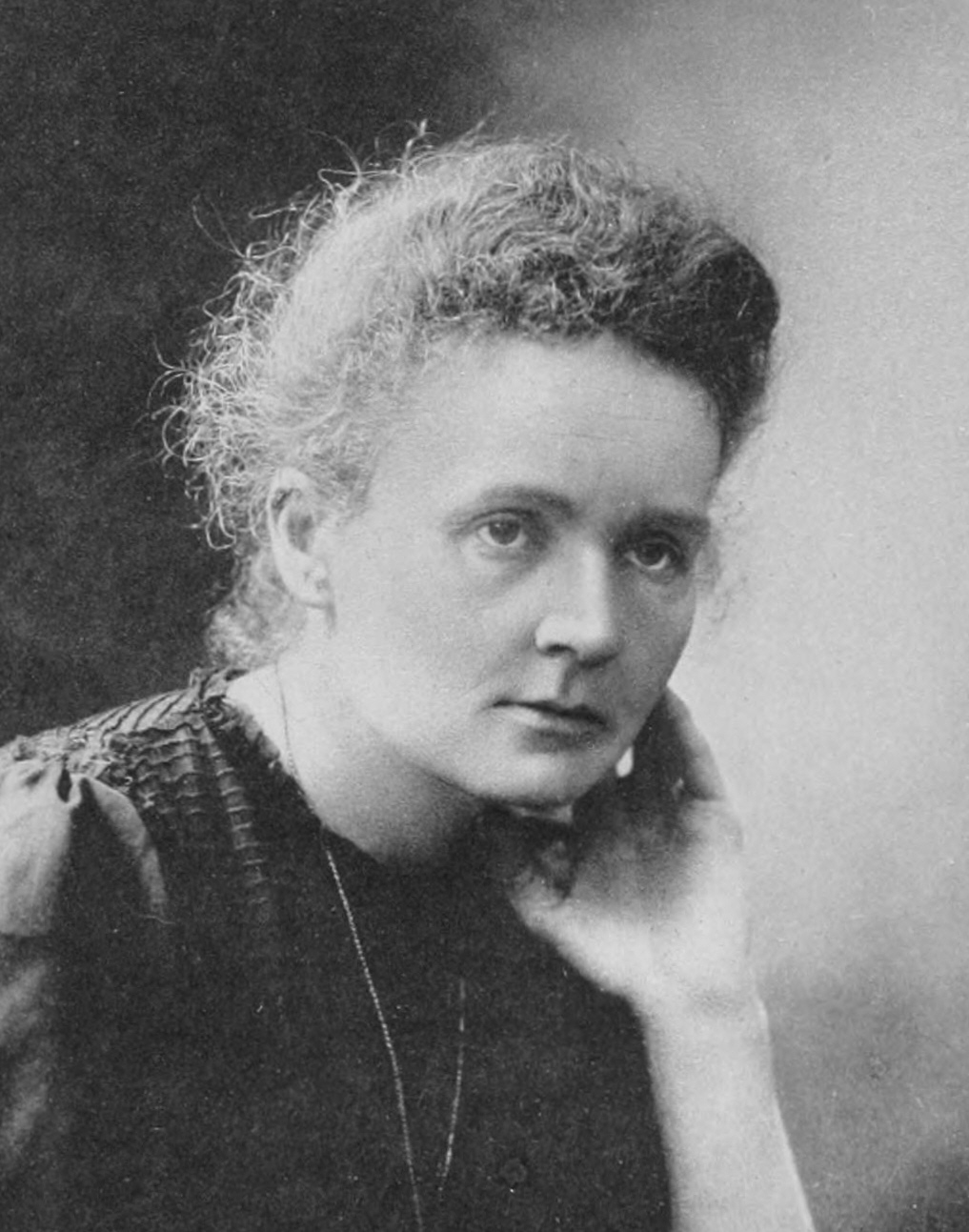
Marie Curie († 4. července)

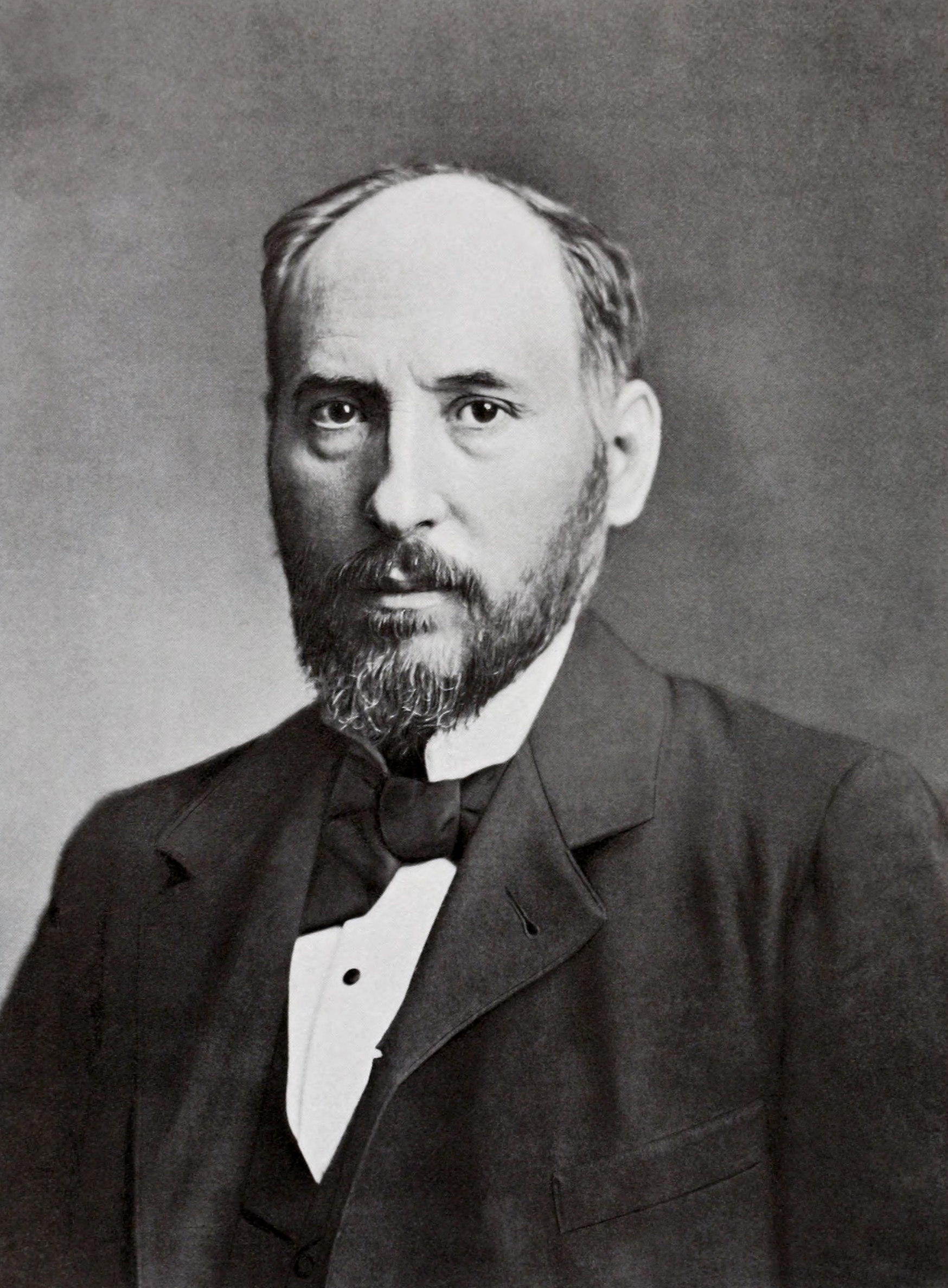
Santiago Ramón y Cajal († 17. října)

- 3. ledna – Émile van Arenbergh, belgický básník (* 15. května 1854)
- 6. ledna – Herbert Chapman, anglický fotbalista a fotbalový manažer (* 19. ledna 1878)
- 8. ledna
  - Alexandre Stavisky, francouzský podvodník (* 20. listopadu 1886)
  - Andrej Bělyj, ruský spisovatel (* 26. října 1880)
- 9. ledna – Pierre-Georges Jeanniot, francouzský malíř (* 1848)
- 15. ledna – Hermann Bahr, rakouský spisovatel (* 19. července 1863)
- 21. ledna
  - Fridrich Ferdinand Šlesvicko-Holštýnský, dánský šlechtic a synovec krále Kristiána IX. (* 12. října 1855)
  - Pierre Allorge, francouzský botanik (* 12. dubna 1891)
  - Robert Wilson Shufeldt, americký ornitolog, lékař a fotograf (* 1. prosince 1850)
- 29. ledna – Fritz Haber, německý fyzikální chemik (* 9. prosince 1868)
- 5. února – William Morris Davis, americký geograf, geolog, geomorfolog a meteorolog (* 12. února 1850)
- 17. února
  - Albert I. Belgický, třetí belgický král (* 8. dubna 1875)
  - Siegbert Tarrasch, německý šachový velmistr (* 5. března 1862)
- 21. února – Augusto César Sandino, nikaragujský revolucionář (* 18. května 1895)
- 23. února – Edward Elgar, anglický hudební skladatel (* 2. června 1857)
- 24. února – Friedrich Kollarz, rakouský důstojník a politik (* 5. února 1876)
- 29. února – Charles W. Leadbeater, britský duchovní, okultista a spisovatel (* 17. února 1847)
- 1. března – Toros Toramanian, arménský architekt, archeolog a historik architektury (* 18. března 1864)
- 5. března – Jan Romer, polský generál (* 3. května 1869)
- 13. března – Victor Barrucand, francouzský novinář a spisovatel (* 7. října 1864)
- 15. března – Davidson Black, kanadský paleoantropolog (* 25. července 1884)
- 20. března – Emma Waldecko-Pyrmontská, nizozemská královna (* 2. srpna 1858)
- 21. března – Franz Schreker, rakouský hudební skladatel (* 23. března 1878)
- 27. března – Musa al-Husajni, palestinský politik a starosta Jeruzaléma (* 1853)
- 30. března – August von Ritt, předlitavský státní úředník a politik (* 26. srpna 1852)
- 1. dubna – Cuthbert Butler, anglický mnich a historik (* 6. května 1858)
- 7. dubna – Heinz Prüfer, německý matematik (* 10. listopadu 1896)
- 9. dubna – Safvet-beg Bašagić, bosenský básník, novinář a historik (* 6. května 1870)
- 21. dubna – Carsten Borchgrevink, norský přírodovědec a polárník (* 1. prosince 1864)
- 25. dubna – Josef Neuwirth, německy píšící historik českého středověkého umění (* 5. června 1855)
- 28. dubna – Charlie Patton, americký bluesový kytarista a zpěvák (* 1887)
- 8. května – Miloslav Schmidt, zakladatel sboru dobrovolných hasičů na Slovensku (* 2. února 1881)
- 10. května – Vjačeslav Menžinskij, sovětský politik (* 31. srpna 1874)
- 23. května
  - Clyde Barrow, Bonnie a Clyde, populární zločinci (* 24. března 1909)
  - Bonnie Parkerová, Bonnie a Clyde, populární zločinci (* 1. října 1910)
- 25. května – Gustav Holst, anglický skladatel (* 21. září 1874)
- 26. května – Alfons Neapolsko-Sicilský, neapolsko-sicilský princ a hrabě z Caserty (* 28. března 1841)
- 30. května – Heihačiró Tógó, japonský admirál (* 27. ledna 1848)
- 9. června – Ján Kvačala, slovenský komeniolog a církevní historik (* 3. února 1862)
- 11. června – Lev Vygotskij, sovětský psycholog (* 17. listopadu 1896)
- 13. června – Charlie Gardiner, hokejový brankář skotského původu (* 31. prosince 1904)
- 19. června – Viktor Mataja, ministr obchodu Předlitavska (* 20. července 1857)
- 30. června
  - Fritz Gerlich, německý novinář a historik (* 15. února 1883)
  - Kurt von Schleicher, poslední říšský kancléř Výmarské republiky (* 7. dubna 1882)
  - Gregor Strasser, německý nacistický politik (* 31. května 1892)
- 1. července – Edgar Julius Jung, německý právník a politik (* 6. března 1894)
- 2. července – Ernst Röhm, zakladatel polovojenských oddílů SA (* 28. listopadu 1887)
- 3. července – Jindřich Meklenbursko-Zvěřínský, nizozemský princ manžel (* 19. dubna 1876)
- 4. července
  - Chajim Nachman Bialik, izraelský národní básník (* 9. ledna 1873)
  - Marie Curie-Skłodowská, významná polská vědecká pracovnice v oboru radioaktity (* 7. listopadu 1867)
- 10. července – Erich Mühsam, německo-židovský anarchista, spisovatel a básník (* 6. dubna 1878)
- 1. července – Moritz von Ertl, ministr zemědělství Předlitavska (* 1858)
- 9. července – Ivan Hadžinikolov, bulharský revolucionář působící v Makedonii (* 24. prosince 1869)
- 22. července – John Dillinger, americký bankovní lupič (* 22. června 1903)
- 24. července – Hans Hahn, rakouský matematik a filozof (* 27. září 1879)
- 25. července
  - Engelbert Dollfuss, rakouský kancléř (* 4. října 1892)
  - Nestor Machno, ukrajinský anarchista (* 26. října 1888)
- 27. července – Frederick Delius, anglický hudební skladatel (* 1. dubna 1862)
- 28. července – Marie Dresslerová, americká herečka (* 9. listopadu 1868)
- 31. července – Otto Planetta, vrah rakouského kancléře Engelberta Dollfusse (* 18. srpna 1899)
- 2. srpna – Paul von Hindenburg, německý šlechtic, voják, politik a posléze i prezident (* 2. října 1847)
- 3. srpna – Vladimir Leonidovič Durov, sovětský krotitel, cirkusový artista a spisovatel (* 7. července 1863)
- 12. srpna – Henrik Petrus Berlage, nizozemský architekt (* 21. února 1856)
- 14. srpna – Raymond Hood, americký architekt (* 29. března 1881)
- 23. srpna – Viktor Kaplan, rakouský technik a vynálezce (* 27. listopadu 1876)
- 28. srpna – Doris Ulmann, americká fotografka (* 29. května 1882)
- 12. září – Jekatěrina Breško-Breškovská, ruská revolucionářka (* 25. ledna 1844)
- 5. října – Jean Vigo, francouzský filmový režisér a scenárista (* 26. dubna 1905)
- 8. října – Grigoris Palagean, arménský biskup (* 1875)
- 9. října
  - Vlado Černozemski, bulharský revolucionář a atentátník (* 19. října 1897)
  - Alexandr I. Karađorđević, 2. král Jugoslávie (* 16. prosince 1888)
- 13. října – Gertrude Käsebierová, americká fotografka (* 18. května 1852)
- 17. října – Santiago Ramón y Cajal, španělský lékař, nositel Nobelovy ceny (* 1. května 1852)
- 19. října
  - Johan Joseph Aarts, nizozemský malíř (* 18. srpna 1871)
  - Alexandr von Kluck, německý generál (* 20. května 1846)
- 27. října – Alfred Schirokauer, německý právník, spisovatel, scenárista a filmový režisér (* 13. června 1880)
- 2. listopadu – Edmond James de Rothschild, francouzsko-židovský podnikatel a šlechtic (* 19. srpna 1845)
- 18. listopadu – Pietro Gasparri, italský kardinál (* 5. května 1852)
- 20. listopadu
  - Willem de Sitter, nizozemský matematik, fyzik a astronom (* 6. května 1872)
  - Joel Lehtonen, finský spisovatel (* 11. listopadu 1881)
- 25. listopadu – Mychajlo Hruševskyj, první prezident Ukrajinské národní republiky (* 29. září 1866)
- 1. prosince – Sergej Mironovič Kirov, sovětský politik (* 27. března 1886)
- 6. prosince – Karel Michal Meklenburský, meklenburský vévoda (* 17. června 1863)
- 9. prosince – Alceste De Ambris, italský politik, odborář a novinář (* 15. září 1874)
- 10. prosince – Ferko Urbánek, slovenský spisovatel a dramatik (* 31. července 1858)
- 12. prosince – Thorleif Haug, norský lyžař, olympijský vítěz 1924 (* 28. září 1894)
- 15. prosince – Gustave Lanson, francouzský literární kritik (* 5. srpna 1857)
- 16. prosince – Gustav de Vries, nizozemský matematik (* 22. ledna 1866)
- 20. prosince – Nikolaj Marr, gruzínský lingvista, archeolog a etnograf (* 6. ledna 1865)
- ? – Gottlieb Schäffer, německý fotograf (* 1861)

## Hlavy státu
Evropa:
- SSSR – Josif Vissarionovič Stalin
- Německo – Paul von Hindenburg,Adolf Hitler
- Itálie – Benito Mussolini
- ČSR – Tomáš Garrigue Masaryk
- Litva – Antanas Smetona

Asie:
- Japonsko – Císař Šówa